# Меділья
Меділья (італ. Mediglia) — муніципалітет в Італії, у регіоні Ломбардія,  метрополійне місто Мілан.
Меділья розташована на відстані близько 470 км на північний захід від Рима, 14 км на південний схід від Мілана.
Населення — 12 163 особи (2014).

## Демографія
Населення за роками:

Станом на 1 січня 2023 року в муніципалітеті офіційно проживало 1550 іноземців з 76 країн, серед них 413 громадян країн Євросоюзу та 64 громадяни України.

## Сусідні муніципалітети
- Кольтурано
- Дрезано
- Пантільяте
- Паулло
- Песк'єра-Борромео
- Сан-Донато-Міланезе
- Сан-Джуліано-Міланезе
- Сеттала
- Триб'яно